# Zhang Huijing
Zhang Huijing (11 de agosto de 1982) es una deportista china que compitió en taekwondo. Ganó una medalla en el Campeonato Mundial de Taekwondo de 1999, y tres medallas en el Campeonato Asiático de Taekwondo entre los años 1998 y 2002.

## Palmarés internacional
| Campeonato Mundial  | Campeonato Mundial           | Campeonato Mundial | Campeonato Mundial |
| Año                 | Lugar                        | Medalla            | Categoría          |
| ------------------- | ---------------------------- | ------------------ | ------------------ |
| 1999                | Edmonton (Canadá)            | Medalla de plata   | –63 kg             |
| Campeonato Asiático |                              |                    |                    |
| Año                 | Lugar                        | Medalla            | Categoría          |
| 1998                | Ciudad Ho Chi Minh (Vietnam) | Medalla de bronce  | –60 kg             |
| 2000                | Hong Kong (China)            | Medalla de plata   | –63 kg             |
| 2002                | Amán (Jordania)              | Medalla de bronce  | –63 kg             |